# Lijst van voetbalinterlands Benin - Congo-Kinshasa
Deze lijst van voetbalinterlands is een overzicht van alle officiële voetbalwedstrijden tussen de nationale teams van Benin en Congo-Kinshasa (dat van 1971 tot 1997 Zaïre heette). De Afrikaanse landen speelden tot op heden twee keer tegen elkaar. De eerste ontmoeting, een vriendschappelijke wedstrijd, werd gespeeld op 16 juli 1981 in Cotonou. Het laatste duel, een kwalificatiewedstrijd voor het Wereldkampioenschap voetbal 2022, vond plaats op 6 september 2021 in Cotonou.

## Wedstrijden
| № | Plaats  | Datum            | Competitie           | Wedstrijd              | Uitslag |
| - | ------- | ---------------- | -------------------- | ---------------------- | ------- |
| 1 | Cotonou | 16 juli 1981     | Vriendschappelijk    | Benin − Zaïre          | 1 − 2   |
| 2 | Cotonou | 6 september 2021 | WK 2022 kwalificatie | Benin − Congo-Kinshasa | 1 − 1   |

## Samenvatting
| Competitie        | Totaal gespeeld | Winst Benin | Gelijk | Winst Congo-Kinsh. | Doelsaldo Benin – Congo-Kinsh. |
| ----------------- | --------------- | ----------- | ------ | ------------------ | ------------------------------ |
| WK-kwalificatie   | 1               | 0           | 1      | 0                  | 1 − 1                          |
| Vriendschappelijk | 1               | 0           | 0      | 1                  | 1 − 2                          |
| Totaal            | 2               | 0           | 1      | 1                  | 2 − 3                          |

Wedstrijden bepaald door strafschoppen worden, in lijn met de FIFA, als een gelijkspel gerekend.